# Domslutet
Domslutet (engelska: The Verdict) är en amerikansk dramafilm från 1982 i regi av Sidney Lumet. I huvudrollerna ses Paul Newman, Charlotte Rampling, Jack Warden och James Mason. Filmen handlar i likhet med flera av Lumets andra filmer om rätt och fel och om de svårigheter som uppstår för en individ när olika moralbegrepp ställs mot varandra. Den mångfaldigt prisbelönte David Mamet skrev filmens manus, baserat på Barry Reeds roman.

## Handling
Frank Galvin (Paul Newman) är en försupen advokat; en gång en lovande ung jurist som nu hankar sig fram på obetydliga småmål i rätten. Mickey (Jack Warden), en gammal vän och kollega, ger Frank ett enkelt uppdrag - en tvist om medicinsk felbehandling som verkar avgjord på förhand. Frank börjar dock titta närmare på bakgrunden hos patienten han utsetts att försvara och finner att fallet kanske inte är så enkelt som han trott.

## Rollista i urval
- Paul Newman – Frank Galvin
- Charlotte Rampling – Laura Fischer
- Jack Warden – Mickey Morrissey
- James Mason – Ed Concannon
- Milo O'Shea – Domare Hoyle
- Lindsay Crouse – Kaitlin Costello Price
- Edward Binns – Biskop Brophy
- Julie Bovasso – Maureen Rooney
- Roxanne Hart – Sally Doneghy
- James Handy – Kevin Doneghy
- Wesley Addy – doktor Towler
- Joe Seneca – doktor Thompson
- Lewis J. Stadlen – doktor Gruber
- Kent Broadhurst – Joseph Alito

## Utmärkelser och nomineringar
Domslutet nominerades till fem Oscars 1983 – bästa film, bästa regi, bästa manus, bästa manliga huvudroll (Paul Newman), bästa manliga biroll (James Mason). Samma nomineringar återkom också vid Golden Globe-utdelningen samma år.